# Guy Barthélemy
Guy Barthélemy est un écrivain français, né le 7 mars 1926 à Fontainebleau et mort le 10 février 2011 à Orthez.
Spécialiste de Nerval et de l'orientalisme littéraire des XIXe siècle et XXe siècle, il est également l'auteur d'ouvrages en rapport avec ses engagements dans les domaines de la santé des plus démunis et de la préservation de l'environnement. Enseignant-chercheur affilié à l’Institut des mondes africains (IMAF), il est également fondateur, avec son épouse, de l'association Villages sans frontières.

## Œuvres
- Chez le Docteur Schweitzer,  Fontainebleau, Gilles, 1952, 127 p
- En mission avec Hôpital sans frontière, Paris, Flammarion, 1980, 223 p
- Chipko : sauver les forêts de l'Himalaya, Paris, Éditions l'Harmattan, 1982, 140 p
- Les fourmis d'Albert Schweitzer, Tourves, Amitié et civilisations, 1989, 326 p
- Les Savants sous la Révolution, Le Mans, Cénomane, 1989, 256 p
- Littérarité et anthropologie dans le Voyage en Orient de Nerval, 1996
- Les forêts sacrées, Salies-de-Béarn, Amitié et civilisations, 1999, 274 p
- L'orientalisme après la querelle, Karthala, 2016, 385 p